# لورن هاتن
لورن هاتن (انگلیسی: Lauren Hutton؛ زادهٔ ۱۷ نوامبر ۱۹۴۳) یک هنرپیشه اهل ایالات متحده آمریکا است. وی از سال ۱۹۶۳ میلادی تاکنون مشغول فعالیت بوده است.
از فیلم‌هایی که وی در آن نقش داشته است می‌توان به ژیگولوی آمریکایی، پدر قهرمان من، اعتراف به گناه و لاسیتر اشاره کرد.